# Lista odcinków serialu Newsroom
Newsroom – amerykański serial dramatyczny stworzony przez Aarona Sorkina, który był emitowany od 24 czerwca 2012 roku do 14 grudnia 2014 roku przez amerykańskie HBO. W Polsce serial był emitowany od 16 lipca 2012 roku do 5 stycznia 2015 roku przez HBO Polska. Powstało łącznie 3 serie, składające się z 25 odcinków.

## Przegląd serii
| Serie | Serie | Odcinki | Emisja oryginalna | Emisja oryginalna | Emisja oryginalna | Emisja oryginalna | Wydanie na DVD i Blu-ray | Wydanie na DVD i Blu-ray | Wydanie na DVD i Blu-ray |
| Serie | Serie | Odcinki | Premiera serii    | Finał serii       | Premiera serii    | Finał serii       | Region 1                 | Region 2                 | Region 4                 |
| ----- | ----- | ------- | ----------------- | ----------------- | ----------------- | ----------------- | ------------------------ | ------------------------ | ------------------------ |
|       | 1     | 10      | 24 czerwca 2012   | 26 sierpnia 2012  | 16 lipca 2012     | 17 września 2012  | 11 czerwca 2013          | 14 czerwca 2013          | 22 maja 2013             |
|       | 2     | 9       | 14 lipca 2013     | 15 września 2013  | 3 sierpnia 2013   | 28 września 2013  | —                        | —                        | —                        |
|       | 3     | 6       | 9 listopada 2014  | 14 grudnia 2014   | 8 grudnia 2014    | 5 stycznia 2015   | —                        | —                        | —                        |

## Odcinki

### Seria 1 (2012)
| №  | #  | Tytuł                                                                            | Reżyseria           | Scenariusz                 | Premiera (HBO)   | Premiera w Polsce (HBO) |
| -- | -- | -------------------------------------------------------------------------------- | ------------------- | -------------------------- | ---------------- | ----------------------- |
| 1  | 1  | Bo tak postanowiliśmy We Just Decided To                                         | Greg Mottola        | Aaron Sorkin               | 24 czerwca 2012  | 16 lipca 2012           |
| 2  | 2  | Wieczorne wiadomości wersja 2.0 News Night 2.0                                   | Alex Graves         | Aaron Sorkin               | 1 lipca 2012     | 23 lipca 2012           |
| 3  | 3  | Kongres 112. kadencji The 112th Congress                                         | Greg Mottola        | Aaron Sorkin i Gideon Yago | 8 lipca 2012     | 30 lipca 2012           |
| 4  | 4  | Spróbuję Cię Naprawić I'll Try to Fix You                                        | Alan Poul           | Aaron Sorkin               | 15 lipca 2012    | 6 sierpnia 2012         |
| 5  | 5  | Amen                                                                             | Daniel Minahan      | Aaron Sorkin               | 22 lipca 2012    | 13 sierpnia 2012        |
| 6  | 6  | Dręczyciele Bullies                                                              | Jeremy Podeswa      | Aaron Sorkin               | 29 lipca 2012    | 20 sierpnia 2012        |
| 7  | 7  | 1 maja 5/1                                                                       | Joshua Marston      | Aaron Sorkin               | 5 sierpnia 2012  | 27 sierpnia 2012        |
| 8  | 8  | Awaria część I: Szaleństwo Na Punkcie Tragedii The Blackout Part I: Tragedy Porn | Lesli Linka Glatter | Aaron Sorkin               | 12 sierpnia 2012 | 3 września 2012         |
| 9  | 9  | Awaria część II: Debata Próbna The Blackout Part II: Mock Debate                 | Alan Poul           | Aaron Sorkin               | 19 sierpnia 2012 | 10 września 2012        |
| 10 | 10 | Większy głupiec The Greater Fool                                                 | Greg Mottola        | Aaron Sorkin               | 26 sierpnia 2012 | 17 września 2012        |

### Seria 2 (2013)
| №  | # | Tytuł                                                                                 | Reżyseria           | Scenariusz                                                                      | Premiera (HBO)   | Premiera w Polsce (HBO) |
| -- | - | ------------------------------------------------------------------------------------- | ------------------- | ------------------------------------------------------------------------------- | ---------------- | ----------------------- |
| 11 | 1 | Po pierwsze, zabić wszystkich prawników First Thing We Do, Let's Kill All the Lawyers | Alan Poul           | Fabuła: Ian Reichbach i Aaron Sorkin Dialogi: Aaron Sorkin                      | 14 lipca 2013    | 3 sierpnia 2013         |
| 12 | 2 | Cynk o Genui The Genoa Tip                                                            | Jeremy Podeswa      | Fabuła: Dana Ledoux Miller, Adam R. Perlman, Aaron Sorkin Dialogi: Aaron Sorkin | 21 lipca 2013    | 10 sierpnia 2013        |
| 13 | 3 | Willie Pete                                                                           | Lesli Linka Glatter | Fabuła: Michael Gunn, Elizabeth Peterson, Aaron Sorkin Dialogi: Aaron Sorkin    | 28 lipca 2013    | 17 sierpnia 2013        |
| 14 | 4 | Niezamierzone konsekwencje Unintended Consequences                                    | Carl Franklin       | Aaron Sorkin                                                                    | 4 sierpnia 2013  | 24 sierpnia 2013        |
| 15 | 5 | Wiadomości wieczorne z Willem McAvoyem News Night with Will McAvoy                    | Alan Poul           | Aaron Sorkin                                                                    | 11 sierpnia 2013 | 31 sierpnia 2013        |
| 16 | 6 | O Jeden Krok Za Daleko One Step Too Many                                              | Julian Farino       | Aaron Sorkin                                                                    | 18 sierpnia 2013 | 7 września 2013         |
| 17 | 7 | Trzecie Zebranie Czerwonej Ekipy Red Team III                                         | Anthony Hemingway   | Aaron Sorkin                                                                    | 25 sierpnia 2013 | 14 września 2013        |
| 18 | 8 | Wieczór Wyborczy, część I Election Night, Part I                                      | Jason Ensler        | Aaron Sorkin                                                                    | 8 września 2013  | 21 września 2013        |
| 19 | 9 | Wieczór Wyborczy, część II Election Night, Part II                                    | Alan Poul           | Aaron Sorkin                                                                    | 15 września 2013 | 28 września 2013        |

### Seria 3 (2014)
| №  | # | Tytuł                                            | Reżyseria         | Scenariusz                       | Premiera (HBO)    | Premiera w Polsce (HBO) |
| -- | - | ------------------------------------------------ | ----------------- | -------------------------------- | ----------------- | ----------------------- |
| 20 | 1 | Boston                                           | Anthony Hemingway | Aaron Sorkin                     | 9 listopada 2014  | 8 grudnia 2014          |
| 21 | 2 | Uciekaj Run                                      | Greg Mottola      | Aaron Sorkin                     | 16 listopada 2014 | 15 grudnia 2014         |
| 22 | 3 | Departament Sprawiedliwości Main Justice         | Alan Poul         | Jon Lovett & Aaron Sorkin        | 23 listopada 2014 | 22 grudnia 2014         |
| 23 | 4 | Obraza Contempt                                  | Anthony Hemingway | Deborah Schoeneman, Aaron Sorkin | 30 listopada 2014 | 29 grudnia 2014         |
| 24 | 5 | O, Shenandoah Oh Shenandoah                      | Paul Lieberstein  | Aaron Sorkin                     | 7 grudnia 2014    | 5 stycznia 2015         |
| 25 | 6 | Cóż To Był Za Dzień What Kind of Day Has It Been | Alan Poul         | Aaron Sorkin                     | 14 grudnia 2014   | 5 stycznia 2015         |